# Kim Bong-soo
Dans ce nom coréen, le nom de famille, Kim, précède le nom personnel.
Cet article concerne le joueur de tennis coréen. Pour le footballeur coréen, voir Kim Bong-soo (football).
Kim Bong-soo, né le 30 novembre 1962 à Séoul, est un ancien joueur de tennis professionnel sud-coréen.
Meilleur joueur de tennis Sud-coréen de la fin des années 1980 et jusqu'à l'arrivée de Lee Hyung-taik en 1995, il a aussi été l'un des premiers joueurs de son pays à passer professionnel.

## Carrière
Avant son passage chez les pros, il était soldat dans l'armée sud-coréenne.
Membre de l'équipe de Corée du Sud de Coupe Davis de 1984 à 1990, il joue essentiellement en simple mais aussi parfois en double avec Yoo Jin-sun. Il totalise 18 victoires pour 9 défaites. En 1987, l'équipe rentre dans le groupe mondial mais perd sa rencontre face à la France sur un score de 5-0. Kim Bong-soo perd son premier match contre Thierry Tulasne (6-4, 6-2, 6-3), puis son second sans enjeu face à Guy Forget (6-4, 7-5). Lors des barrages, il perd le match décisif contre Paolo Canè (6-3, 6-1, 8-6).
Il n'a atteint qu'une seule fois le tableau principal d'un tournoi du Grand Chelem, c'était à l'Open d'Australie en 1988. Il est battu par l'indien Ramesh Krishnan en 5 sets. Il s'est également qualifié à six reprises à des tournois ATP. En 1994, il élimine Nicolás Pereira au premier tour du tournoi de Tokyo.
En 1988, il représente son pays pour les Jeux olympiques où il remplace Andrés Gómez. Il bat au premier tour le Grec George Kalovelonis, issu des qualifications (7-5, 3-6, 6-2, 6-73, 6-3). Au second tour, il fait sensation en éliminant Henri Leconte sous les ovations de son public sur le score de 4-6, 7-5, 6-3, 3-6, 7-5. Leconte était 11e mondial et tête de série n°4, tandis que Kim n'était classé que 361e. Il est finalement battu en huitièmes par l'Argentin Martín Jaite (6-4, 6-1, 6-3).
En 1989, il est quart de finaliste à Séoul, finaliste au Challenger de Hong Kong et il remporte celui de Pékin. Il atteint en fin d'année son meilleur classement, une 129e place. Dans les tournois Satellites, il a terminé second en Asie en 1988 et en Corée du Sud en 1989 et a en revanche remporté le tournoi du Japon cette année-là. Sur le circuit Challenger, il compte également une demi-finale à Guangzhou en 1988, Kuala Lumpur en 1989, Jakarta en 1990 (deux reprises) et 1991 et à Nagoya en 1992.

## Parcours dans les tournois duGrand Chelem

### En simple
| Année | Open d'Australie | Open d'Australie | Internationaux de France | Internationaux de France | Wimbledon | Wimbledon | US Open | US Open |
| ----- | ---------------- | ---------------- | ------------------------ | ------------------------ | --------- | --------- | ------- | ------- |
| 1988  | 1er tour (1/64)  | R. Krishnan      | —                        | —                        | —         | —         | —       | —       |

N.B. : à droite du résultat se trouve le nom de l'ultime adversaire.